# Championnat des moins de 17 ans de la CONMEBOL 2013
Navigation
Équateur 2011 Paraguay 2015
Le Championnat des moins de 17 ans de la CONMEBOL 2013 est la quinzième édition du Championnat des moins de 17 ans de la CONMEBOL qui a eu lieu en Argentine du 2 au 28 avril 2013. Ce tournoi sert de qualification pour la Coupe du monde des moins de 17 ans, organisée aux Émirats arabes unis durant l'été 2013 : les 4 premiers sont directement qualifiés.

## Résultats
La confédération sud-américaine ne compte que 10 membres, il n'y a donc pas d'éliminatoires; toutes les sélections participent au premier tour, où elles sont réparties en 2 poules de 5 et s'y rencontrent une fois. À l'issue du premier tour, le premier de chaque poule se qualifient pour la finale tandis que les 2e et 3e de chaque groupe participent à la poule de classement où chaque équipe rencontre 1 fois chacun de ses adversaires. 

### Équipes qualifiées pour la Coupe du monde
Les sélections qualifiées pour la prochaine Coupe du monde sont :

## Sources et liens externes